# 403년

## 연호
- 동진(東晉) 원흥(元興) 2년
- 고구려(高句麗) 영락(永樂) 13년
- 후연(後燕) 광시(光始) 3년
- 후진(後秦) 홍시(弘始) 5년
- 북위(北魏) 천흥(天興) 6년
- 후량(後凉) 신정(神鼎) 3년
- 남량(南凉) 홍창(弘昌) 2년
- 북량(北凉) 영안(永安) 3년
- 남연(南燕) 건평(建平) 4년
- 서량(西凉) 경자(庚子) 4년

## 기년
- 동진(東晉) 안제(安帝) 7년
- 북위(北魏) 도무제(道武帝) 18년
- 신라(新羅) 실성 마립간(實聖麻立干) 2년
- 고구려(高句麗) 광개토왕(廣開土王) 13년
- 백제(百濟) 아신왕(阿莘王) 12년

## 사건
백제가 왜와 가야를 끌여들여 또다시 신라를 공격했다.